# Mahdi Jusefi
Mahdi Mohammad Jusefi Hadżiwar (pers. مهدی یوسفی; ur. 2005) – irański zapaśnik walczący w stylu wolnym. 
Złoty medalista mistrzostw Azji w 2025. 
Mistrz świata U-23 w 2024. Trzeci na MŚ juniorów w 2024 roku. 